# Ignaz von Seyfried
Ignaz Xaver Ritter von Seyfried (15 de agosto de 1776 - † 27 de agosto de 1841) fue un músico, director de orquesta y compositor austríaco.
Nació en Viena. Fue alumno tanto de Wolfgang Amadeus Mozart como de Johann Albrechtsberger. Publicó las obras escritas completas de Albrechtsberger después de su muerte. Entre sus alumnos estaba Franz von Suppé. En 1805, von Seyfried dirigió el estreno de la versión original de la ópera Fidelio de Beethoven.